# Netzstadt
Netzstadt bezeichnet ein relativ neues städtebauliches Theorieparadigma. Geprägt wurde der Begriff Ende der 1990er Jahre an der ETH Zürich durch den Architekten und Städtebauer Franz Oswald sowie den Chemiker Peter Baccini.
Oswald und Baccini verwenden den Terminus Netzstadt auf dreifache Weise:
- als Modell zum grundsätzlichen Verständnis von Bedeutungen, räumlichen, wirtschaftlichen und kulturellen Beziehungen zwischen Personen, Quartieren, Kommunen, Regionen, Staaten;
- als Methode zur morphologischen und physiologischen Analyse eines ausgewählten Territoriums zur Bestimmung von dessen spezifischen Qualitätskriterien, d. h. als umfassendes Analyse- und Entwurfswerkzeug;
- als Strategie und Zielhypothese zur Mobilisierung von Kooperationspotential, insbesondere im Rahmen von partizipativen Planungsprozessen.

## Ziele
In bewusster Abgrenzung zu älteren Modellen wie dem System der Zentralen Orte suchten Oswald und Baccini nach zeitgemäßen Beschreibungsmodi urbaner Systeme sowie nach Möglichkeiten ihrer Steuerung. Eine besondere Rolle spielen dabei die hauptsächlich in der zweiten Hälfte des 20. Jahrhunderts entstandenen, neuen topologischen Muster, die andernorts mitunter als zersiedelte Landschaft oder Urban sprawl bezeichnet werden.
Die Theorie der Netzstadt ist vom Gedanken der Nachhaltigkeit und von der „Vision eines lang andauernden Umbauprozesses“  geprägt und von der Erkenntnis getragen, „dass sich Städtebau […] in die langfristig orientierten ökologischen Rahmenbedingungen einordnen muss.“ :„Dies ist auch ein Bekenntnis zur gestalterischen Verantwortung und Kompetenz des Menschen in der Entwicklung der Biosphäre, aber eine Absage an den zu eng verstandenen Naturschutz, der mit einer dogmatischen ökozentrischen Position gekoppelt ist, die dem Menschen große gestalterische Eingriffe aus ethischen Gründen verweigert. Ebenso ist es eine Absage an den zu eng verstandenen Heimat- und Landschaftsschutz, der auf die Vergangenheit fixiert, doch blind für die Zukunft ist, keinen Glauben an neue Formen der Alltagsbewältigung aufkommen lässt und Erneuerungen und Umbrüche mit Verweis auf die bewährte Tradition verwehrt.“

## Netzstadtmodell
Im Rahmen dieses Modells wird der Begriff Netzstadt als metaphorisches Kürzel für urbane Systeme verwendet. „Die Metapher Netz soll verdeutlichen, dass es sich nicht um eine pyramidal angeordnete Hierarchie der einzelnen Siedlungen mit einem Zentrum an der Spitze handelt, sondern um ein Gebilde, dessen Struktur und Eigenschaften sich zum Teil mit solchen von Ökosystemen vergleichen lassen.“ Urbane Systeme definieren Oswald/Baccini wie folgt:
„Das urbane System ist ein aus geogenen (erdgeschichtlich entwickelten) und anthropogenen (kulturell gestalteten) Subsystemen zusammengesetztes Groß-System auf einer Fläche, die Hunderte bis Zehntausende von Quadratkilometern umfasst, und einer Dichte von Hunderten von Einwohnern pro Quadratkilometer. Es ist ein flächendeckendes, dreidimensionales Netzwerk von vielfältigen sozialen und physischen Verknüpfungen. In den Knoten dieses Netzwerks bestehen relativ hohe Dichten von Menschen, Gütern und Informationen. Zwischen diesen Knoten unterschiedlicher Dichten finden hohe Flüsse von Personen, Gütern und Informationen statt. Die kolonialisierten Ökosysteme der Land- und Forstwirtschaft sind integrierte Teile dieses Systems.“
In einem urbanen System verschwindet folglich die klare Trennung zwischen Stadt und Land. Es ist daher legitim, auch bei räumlichen Gebilden, bei denen land- und forstwirtschaftliche Flächenanteile dominieren, von Netzstadt zu sprechen.
Das Netzstadtmodell setzt sich im Einzelnen aus den folgenden drei Elementen zusammen:
- Knoten – definiert als Orte hoher Dichte von Personen, Gütern und Informationen.
- Verbindungen – die die Flüsse von Personen, Gütern und Informationen zwischen den Knoten gewährleisten.
- Skalen – diverse Maßstabsebenen, innerhalb derer Territorien räumlich abgegrenzt und die Knoten und Verbindungen identifiziert werden können.

Das Wechseln des Betrachtungsmaßstabs erlaubt es sowohl verschiedene Knoten und Verbindungen auf der nächsthöheren Skala zu einem übergeordneten Knoten zu aggregieren als auch einen Knoten auf den nächsttieferen Skala in Subknoten und die entsprechenden Verbindungen dazwischen aufzulösen. Dies erhöht die Flexibilität des Modells und führt zu neuen Hierarchien, die sich deutlich von denen Christallers unterscheiden.
Oswald/Baccini differenzieren 5 Skalen:
- Die individuelle Skala – die Wohnung als kleinster Einheit urbanen Lebens.
- Die lokale Skala – das Quartier, das die Grundversorgung urbanen Lebens und erste Identifikationsmöglichkeiten mit der Nachbarschaft bietet.
- Die kommunale Skala – die Gemeinde, die erste gemeinschaftlich organisierte und teilweise selbstverwaltete Ebene
- Die regionale Skala – sie umfasst mehrere Kommunen, für die größere Aufgaben im Bildungs-, Sozial-, Ressourcen und Verkehrsbereich zentral gelöst werden (Bundesländer, Departemente, Kantone etc., aber auch Regionen der Europäischen Union)
- Die nationale Skala als Regionenverbund, welcher sich über eine Verfassung den Status eines souveränen Staates gibt.[6]

Die Übergänge zwischen diesen Skalenstufen sind teilweise fließend. In der Literatur wird deshalb teilweise für eine weitere Ausdifferenzierung des Systems, etwa durch die Einführung von Subregionalen und supranationalen Skalen vorgeschlagen.

## Netzstadtmethode
Die komplexe Netzstadtmethode wird als Teil einer Strategie zur Entwicklung urbaner Systeme verstanden. Sie beinhaltet sowohl eine morphologische als auch eine physiologische Analyse ausgewählter Territorien mittels spezifischer Analyseinstrumente. Die Methode erfordert daher eine transdisziplinäre Zusammenarbeit zwischen Architektur, Natur- und Ingenieurwissenschaften. Sie ist bewusst offen gehalten für die Integration weiterer Disziplinen (Sozialwissenschaften, Ökonomie, Politikwissenschaft, Anthropologie etc.).
Die morphologische Analyse eines Territoriums stützt sich insbesondere auf topographische Charakteristika, die u. a. auf der Grundlage von Luftbildern herausgearbeitet werden. Sie erfolgt mit Fokus auf die folgenden 6 natur- und kulturgeschichtlichen Attribute des Territoriums:
- seine Kohärenz, die den topographischen Zusammenhang des Territoriums widerspiegelt
- seine erkennbaren und nicht erkennbaren Grenzen als Instrumente und Anzeiger gesellschaftlicher Vereinbarungen und Organisationsformen
- seinen Maßstab und seine Größenordnung, deren Zuordnungen oft normativen und zeitgeistbedingten Veränderungen unterliegen
- die ihm zugeordneten Aufgaben inklusive der daraus resultierenden Interessenskonflikte und gesellschaftlichen Spannungen
- seine urbane Körnung – ein skulptural-plastisches Attribut des Territoriums, das wesentlich zur sinnlichen Identifikation von Siedlungsbestandteilen beiträgt.
- sein urbaner Widerstand – dem Verhältnis zwischen der Kraft des Bestehenden und der Kraft der Veränderung, das sich an geologisch-materiellen, klimatischen Merkmalen und kulturell-politischen Konstellationen manifestiert.

Die morphologische Analyse der Netzstadtmethode umfasst synchrone und diachrone Untersuchungen von 6 aufgrund ihrer Nutzungsart unterscheidbaren Territorientypen: Gewässer, Wald, Siedlung, Landwirtschaft, Infrastruktur, Brachen.
Die physiologische Analyse verfolgt das Ziel, den relevanten physischen Ressourcenhaushalt urbaner Systeme zu erfassen, um – in Kombination mit dem morphologischen Befund –  eine qualitative und quantitative Beschreibung von Knoten und Flüssen zu ermöglichen.
Die Erfassung von Materie- und Energieflüssen führt zur Darstellung von Stoffhaushaltssystemen und erfolgt anhand der folgenden Schlüsselressourcen:
- Wasser
- Nahrungsmittel (Biomasse)
- Baumaterialien
- Energie

Weiterhin gehen die folgenden ausgewählten physiologischen Indikatoren in die Analyse ein:
- Einwohnerdichte
- Arbeitsplatzdichte
- Dienstleistungsdichte
- Institutionendichte
- Arbeitende (Flüsse)
- Studierende (Flüsse)

Grenzen der Netzstadtmethode:
Die Netzstadtmethode allein liefert noch keine städtebaulichen oder raumplanerischen Entwürfe, sie unterstützt lediglich die Analyse und strukturiert die Entwurfsarbeit. Die Netzstadtmethode ist nicht in der Lage, neue Qualitätsziele vorzugeben. Dazu sind zusätzliche normative Kräfte notwendig, die in einer Demokratie durch partizipative Verfahren beeinflusst werden können.

## Beispiele für Netzstadtuntersuchungen
- Stadt an der Wigger: Aggregierung der 5 Schweizer Kommunen Aarburg, Oftringen, Rothrist, Strengelbach  und Zofingen zu einem Knoten durch Oswald und Baccini. Die „Stadt an der Wigger“ mit seinerzeit etwa 35.000 Einwohnern diente als Modellfall für die Betrachtungen des „urbanen Systems Schweizer Mittelland“ und bildete die empirische Grundlage für die Entwicklung von Netzstadtmodell und -methode.[9]

- Netzstadt Drei-Seen-Land: Aggregierung der 4 Städte Biel, Murten, Neuenburg und Yverdon-les-Bains durch Franz Oswald im Rahmen eines gemeinsamen Projekts der Städte zur Nachbereitung der Schweizerischen Expo.02. Dabei stand der Begriff Netzstadt in Gestalt einer Zielhypothese im Vordergrund.[10]

- Netzstadt Bodensee: Betrachtung der trinationalen Grenzregion um den Bodensee mit den Kategorien des Netzstadtmodells durch die an der HTWG Konstanz angesiedelte Forschungsgruppe Bodenseestadt unter punktueller Weiterentwicklung des Netzstadtmodells.[11]